# Saison 2 de Coups de génie
Chronologie
Saison 1
Cet article présente le guide des épisodes de la deuxième saison de la série télévisée Coups de génie (Wicked Science).

## Épisode 16:Des fleurs du mal
Elisabeth, Garth et Vérity vont dans un marécage, puis Garth se met à terroriser Vérity.
Après rentré, Vérity se venge de Garth mais il la pousse et le spécimen tombe sur Vérity.
Elle va aux toilettes se l'enlever elle se rend compte que ce liquide lui colle à la peau.
Elle va à son laboratoire secret, mais le scanner de reconnaissance ne la reconnait pas.